# Mes fantaisies
Mes fantaisies är debutalbumet av den franska sångaren Shy'm. Det gavs ut den 30 oktober 2006 och innehåller 14 låtar.

## Låtlista
| Nr  | Titel                    | Längd |
| --- | ------------------------ | ----- |
| 1.  | Shy’m                    | 3:38  |
| 2.  | Femme de couleur         | 3:36  |
| 3.  | Ta Lady                  | 4:02  |
| 4.  | Sur les dancefloors      | 3:41  |
| 5.  | Oublie-moi               | 3:03  |
| 6.  | Pour vous                | 3:28  |
| 7.  | Le Blues de toi          | 4:11  |
| 8.  | Mes Fantaisies           | 3:50  |
| 9.  | T’es parti               | 3:29  |
| 10. | Tu comprendras           | 3:42  |
| 11. | Rêves d'enfants          | 3:51  |
| 12. | Victoire                 | 3:47  |
| 13. | Femme de couleur (Remix) | 3:55  |
| 14. | Victoire (Remix)         | 3:28  |

Spår 14 finns endast med på den digitalt nedladdningsbara versionen av albumet som kan köpas från Itunes Store.

## Listplaceringar
| Lista               | Topplacering |
| ------------------- | ------------ |
| Belgien (Vallonien) | 18           |
| Frankrike           | 6            |
| Schweiz             | 49           |